# Храм Свете Петке у Нишу
Храм Свете Петке у Нишу или Црква Цвете Петке у Нишу налази с у Нишу у улици  Димитрија Туцовића бб, преко пута Железничке станице Ниш.  Старешина храма је Протојереј Иван Цветковић. Храм Свете Петке  је у саставу Епархије нишке. Црква је посвећена Светој Петки.

## Историја
Идејни пројекат Цркве, који је по много чему сличан пројекту по коме је Црква и изграђена, први пут је угледао светлост дана 14. маја 2005. године.
Комисија Скупштине града Ниша је дана 31. маја 2005. године усвојила урбанистички пројекат за препарцелацију и тога дана је формирана парцела од 12,28 ари, на којој је изграђена и сама Црква свете Петке. На новоформираној парцели, 2005. године, пободен је Часни Крст и освештано је место за саму изградњу. Освећењу земљишта за изградњу је началствовао прота Бранислав Цинцаревић, тадашњи парох, уз саслужење проте Богија Цветковића, старешине Саборног храма у Нишу. На дан Преподобне, сваке наредне године се испред крста освећивао славски колач и кољиво. Крст који је тада пободен и данас стоји на истом месту испред храма, а то је крст који је до пожара био на Саборној цркви. Крст је исправљен, начињена је бетонска стопа и овај храм већ од тада преузима благословену лепоту и богослужбени поредак нишког Саборног храма. Новоформирано братство, по благослову нашег Владике, се посебно труди око тога.
Током 2006. године једина активност која је уродила плодом је прибављено позитивно мишљење градског архитекте господина Јована Мандића, које је у то време било неопходно и сваки инвестициони пројекат му је достављан. .
У периоду од 2007. до 30. јуна 2011. године, осим освећивања славског колача и кољива на дан свете Петке, није било других активности везаних за изградњу Цркве. Први већи искорак је потписани Протокол о међусобној сарадњи на реализацији пројекта заједничке изградње храма. Тада се приступа изради главног пројекта за изградњу храма, који свеобухватно и свесрдно ради породица Тајић, као наша пројектантска кућа и која све пројекте прилаже као свој ктиторски допринос изградњи.
Дана 15. децембра 2011. године, епископ нишки господин Јован потписује Уговор о заједничкој изградњи између Епархије нишке и града Ниша.  Са радовима на ископу и изради темеља крећемо на Видовдан, 28. јуна 2012. године.На празник Преподобне 2012. године, одслужена је прва света Литургија на темељима новога храма и грубо озиданим зидовима у висини од два метра. Тога дана је наш Владика освештао темеље Цркве.
Предузимач Драгиша Петровић је наставио са градњом Цркве и извео је све грубе радове. Велики број породица се укључио и у наставку помогао изградњу Цркве, што својим доприносима, што радом. Највећи допринос изградњи Цркве дао је господин Звездан Стојановић, који је омалтерисао и изглетовао Цркву, као и породична фирма ,,Визус'' која је донаторски уградила комплетну алу-дрво столарију. Од септембра 2013. године, наш Владика је формирао братство при храму свете Петке. Братство храма започиње служење недељних Литургија и сваке наредне недеље је све већи број верника. На Васкрсни уторак 2014. године, наш Владика служио је свету Литургију и осветио ново звоно. Такође, Владика је служио свету Литургију и осветио пет куполних крстова и новоподигнуту чесму испред храма, дар породица Стевановић и Серафимовић. Октобра 2020.године велико освећење цркве служио је епископ нишки Арсеније. 

## Галерија
- Предњи део храма
- Задњи део храма
- Иконостас
- Детаљ фрескописа на западној страни
- Унутрашњост храма
- Велико освећење храма
- Олтар
- Порта, агијазма и амфитеатар